# Карл VII (імператор Священної Римської імперії)
Карл VII Альбрехт (6 серпня 1697 — 20 січня 1745) — імператор Священної Римської імперії з 1742 до 1745 року. Походив з династії Віттельсбахів.
Титул: Карл VII, Милістю Божою Імператор Священної Римської імперії, назавжди Август, король у Німеччині та Богемії, князь Верхньої та Нижньої Баварії, а також Верхнього Пфальцу, Граф-Палатин Рейну, ерцгерцог Австрії, принц-курфюрст Священної Римської імперії, Ландграф Лейхтенбергу  тощо. 

## Курфюрст Баварії

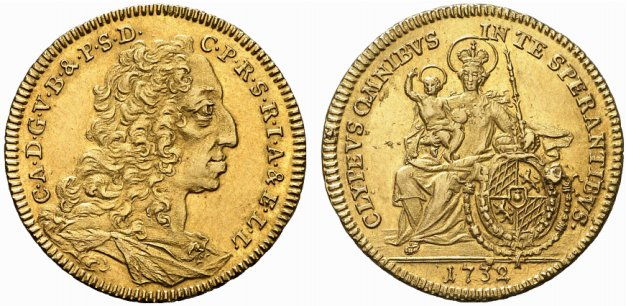
Монета Каролін курфюрста Баварії Карла Альбрехта. 1732 рік

Карл Альбрехт народився у Брюсселі в родині курфюрста Баварського Максиміліана Емануеля, який на той час обіймав посаду намісника іспанських Нідерландів. Уся політика батька Карла будувалася на побажанні збільшити статус Баварії та звеличити династію Віттельсбахів. На це було спрямовано укладання шлюбу між Карлом Альбрехтом та Марією Амалією, донькою імператора Йосифа I Габсбурга. (5 жовтня 1722). Карл Альбрехт пошлюбився у віці 25 років. Весілля відбулося 5 жовтня 1722 у Відні. Наречена принесла чоловікові великий посаг. У подружжя народилося семеро дітей, з яких дорослого віку досягли четверо.
26 лютого 1726 року, після смерті батька, Карл Альбрехт став курфюрстом Баварії.  Перші роки свого володарювання він присвятив внутрішнім питанням та реформам для налагодження економіки після правління батька. Але вже у 30-х роках він відійшов від цієї політики та почав вкладати у придворну розкіш, підтримував мистецтва та науки. Метою Карла Альбрехта було перетворити Мюнхен на культурну столицю Європи. Все це робилося для підтвердження своїх зазіхань на імператорську корону. Крім цього, Карл Альбрехт планував створити неподалік від Мюнхена велику резиденцію — Карлштадт на кшталт Версалю.
Іншою сферою, на що витрачав кошти курфюрст Баварії, була армія. Починаючи з 1733 року він почав посилено озброюватися. Від батька йому залишилася армія у 5000 вояків, яку він у перші ж роки збільшив до 6200. Але вже незабаром Карл Альбрехт вирішив створити 60-ти тисячну армію. У 1735 році у нього вже було 40 тисяч солдатів, а у 1737 — 42 тисячі. Проте військові витрати сягнули 68,4 % усіх державних витрат. Державний борг стрімко зростав.
Водночас у 1724 році було укладено союз чотирьох Віттельсбахів — курфюрстів Баварії, Кельна, Пфальца й Трира — з метою створення противаги Габсбургам. У 1734 році до цього союзу приєднався курфюрст Саксонії. Разом з тим, Карл Альбрехт шукав підтримки у Франції. Проводячи антигабсбурзьку політику, Карл Альбрехт тим не менш надав свою армію імператорові Карлу VI під час війни з Османською імперією (1737), проте під Белградом вона зазнала нищівної поразки з 42 тисяч залишилося лише 10 тисяч вояків.

## Імператор

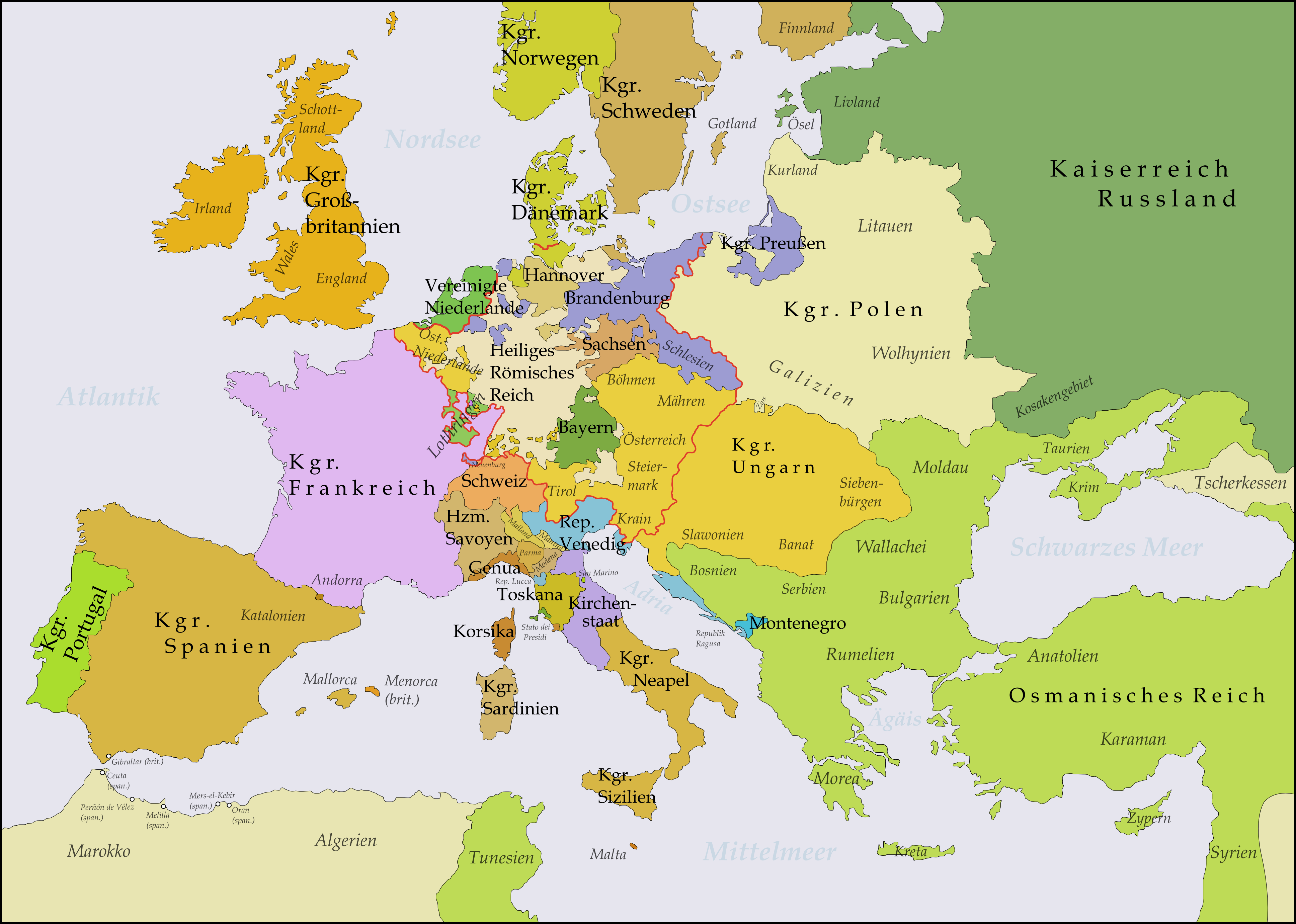
Європа після закінчення Війни за австрійський спадок. 1748 рік

Відразу після смерті Карла VI Габсбурга Карл Альбрехт висунув свою кандидатуру на посаду імператора. Почалася Війна за австрійський спадок. Незважаючи на значну підтримку у Німеччині —курфюрстів Пфальца, Кельна, Трира, Саксонії, Бранденбурга, ландграфа Гессен-Касельського — питання з обранням нового імператора довгий час не могло вирішитися. Нарешті, у 1741 році франко-баварські сили атакували володіння Габсбургів, а 26 листопада оволоділи Прагою, де Карла Альбрехта оголосили королем Богемії та імператором Священної Римської імперії. Останні формальності зникли у Франкфурті-на-Майні, де колегія курфюрстів офіційно закріпила за Карлом Альбрехтом титул імператора (24 січня 1742). Він став імператором Священної Римської імперії Карлом VII.
Проте вже 14 лютого 1742 року австрійська армія захопила Мюнхен та усю Баварію. Карлу VII довелося залишитися у Франкфурті. Становище його поліпшилося після втручання у війну Фрідріха II Гогенцоллерна, який захопив Силезію. 11 червня 1742 згідно з Бреславською угодою спадкоємиця австрійського престолу Марія Терезія відмовилася від герцогства Силезія на користь Фрідріха. Це дозволило її військам знову зайняти Прагу. такою ситуацією своєю чергою скористалися франко-баварські сили, які звільнили курфюрство Баварія від австрійців. Проте це тривало недовго. Знову австрійці розбили супротивників й Карл VII 27 червня 1743 року у м. Нідершененфельді відмовився від своїх спадкових володінь та Богемії. На бік Австрії перейшли курфюрсти Кельна та Саксонії. Посилення австрійської позиції змусило Фрідріха II Гогенцоллерна знову розпочати війну. 1744 року Карл VII разом зі своїми союзниками здобув значні успіхи. Було зайнято значну частину Богемії, у жовтні відновлена влада Віттельсбахів у Баварії. Наступний рік — 1745 — суттєво змінив ситуацію. Австрія знову окупувала Баварію. Карл VII вирішив розпочати мирний діалог з Габсбургами. Посередником у цьому став князь-єпископ Бамберга та Вюрцбурга Фрідріх Карл фон Шенборн. Водночас, імператор вів перемовини із Францією стосовно надання йому військ та коштів. Але раптово 20 січня 1745 року він помер у Мюнхені.

## Родина

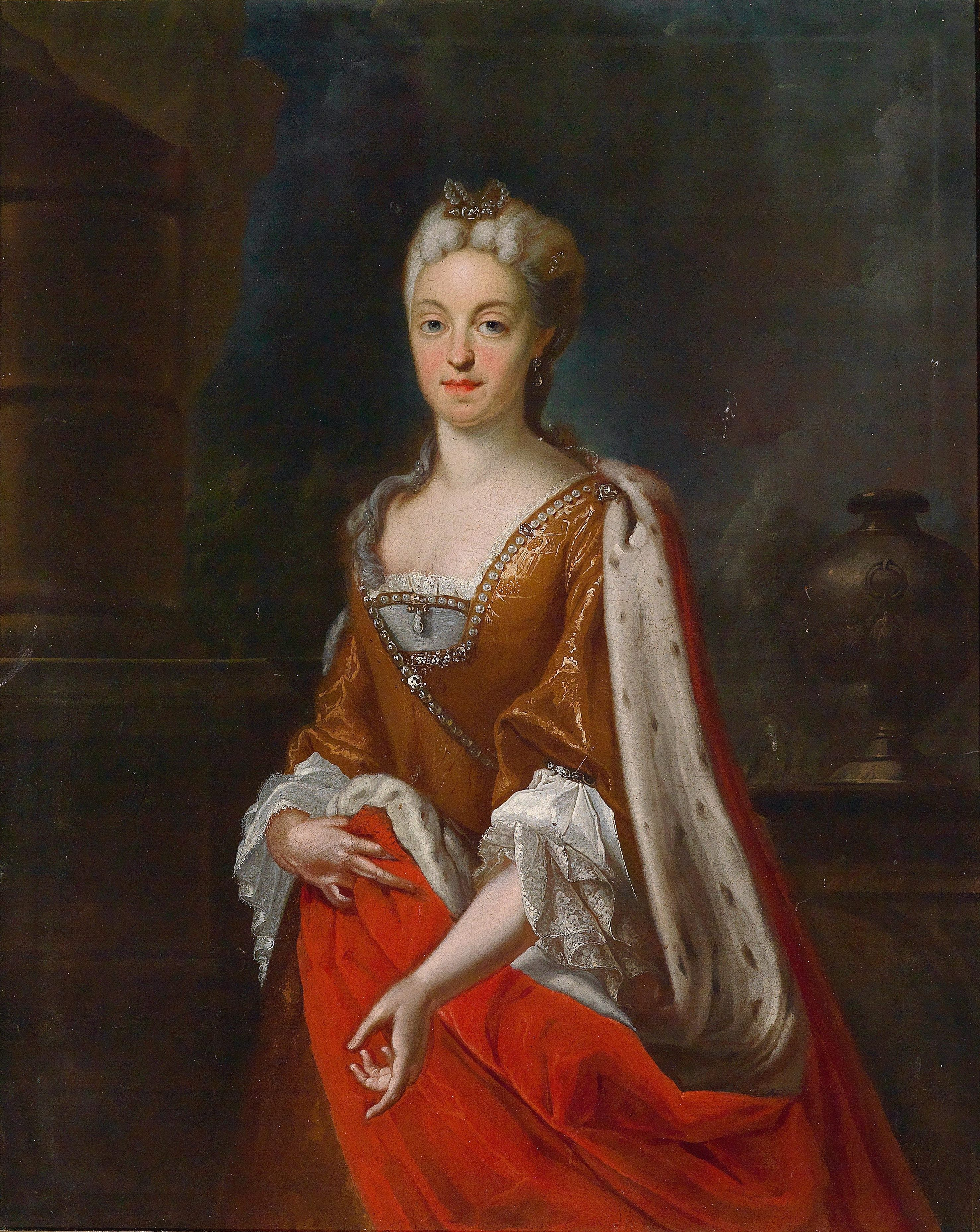
Марія Амалія — дружина Карла VII

Дружина — Марія Амалія Австрійська (1701-1756), донька імператора Священної Римської імперії Йозефа I Габсбурга.
Діти:
- Максиміліана Марія (12 квітня 1723) — померла після народження;
- Марія Антонія (1724-1780) — дружина Фрідріха Крістіана, курфюрста Саксонії, мала нащадків;
- Тереза Бенедикта (1725-1729) — померла в дитячому віці;
- Максиміліан  (1727-1777) — наступний курфюрст Баварії, був одружений із донькою короля Польщі Августа III Фрідріха Анною, нащадків не залишив;
- Йосип Людвіг (1728-1733) — помер в дитячому віці;
- Марія Анна (1734-1776) — дружина Людвига, маркграфа Баден-Бадена, нащадків не мала;
- Марія Йосефа (1739-1767) — дружина імператора Священної Римської імперії Йосипа II Габсбурга, нащадків не мала.